# Абу Фукайха
Абу Фукайха (араб. أبو فكيهة‎ Abu Fukayha, его кунья Яшар; ок. 540 — ок. 620) — сподвижник исламского пророка Мухаммеда. Три аята Корана были ниспосланы ему по поводу ситуации, которая его касалась.

## Биография
Абу Фукайха происходил из племени Бану Азд в Йемене. Он был рабом в Мекке во владении Сафвана ибн Умайи ибн Мухарриса из племени Кинана. Его хозяин отпустил его на волю в неизвестную дату; но его социальный статус в городе оставался «незначительным»:179.
У него был сын Абу Таджра и две дочери Фукайха и Барака.
1. Абу Таджра стал мавлей клана Бану Абдалдар и, в свою очередь, имел двух дочерей, Барру и Хабибу[1].
2. Барака была маулей Абу Суфьяна ибн Харба. Она вышла замуж за Кайса ибн Абдаллаха, члена племени Асад и союзника Саида ибн аль-Аса ибн Умайи. У них была дочь, Умайя[3]:147,528[1].
3. Фукайха вышла замуж за Хаттаба ибн аль-Хариса из рода Джума[3]:146-147,528-530.

Барака и Фукайха были среди мусульман, которые совершили вторую хиджру в Абиссинию вместе с дочерью Сафвана ибн Умайи Фатимой:146-147,528-530.
Уже в престарелом возрасте Абу Фукайха принял ислам и стал мусульманином. Он страдал от преследований 614–616 годов, когда его пытали до тех пор, пока он не перестал понимать, что говорит:190:145. Мухаммед сказал, что мусульманин, отрекшийся от своей веры при таких обстоятельствах, но «чьё сердце остаётся спокойным в своей вере», не заслуживает порицания:191. 
Абу Фукайха и другие бедняки сидели в Каабе вместе с Мухаммедом. Курайшиты насмехались над Мухаммедом за его общение с простыми людьми, говоря: «Вот его товарищи, как вы видите. Неужели Аллах избрал из нас таких созданий, чтобы давать наставления и истину? Если бы то, что принес Мухаммед, было благом, эти люди не были бы первыми, кто его получил, и Аллах не поставил бы их выше нас». В ответ Мухаммед произнес это пророчество:179-180:

Не прогоняй тех, которые взывают к своему Господу утром и перед закатом, стремясь к Его Лику. Ты нисколько не в ответе за них, и они нисколько не в ответе за тебя. Если же ты прогонишь их, то окажешься одним из беззаконников.
Так Мы искушали одних из них другими, дабы они сказали: «Неужели среди нас Бог оказал милость только этим?». Разве Бог не лучше знает тех, кто благодарен? 

Когда к тебе приходят те, которые уверовали в Наши знамения, говори им: «Мир вам! Ваш Господь предписал себе быть Милосердным, и если кто из вас сотворит зло по своему невежеству, а затем раскается и станет совершать праведные деяния, то ведь Он — Прощающий, Милосердный».— Коран 6:52—54 (Кулиев)
Абу Фукейха не упомянут среди переселившихся в Медину в 622 году. Вероятно, к этому времени он умер естественной смертью.

## Историческая справка
Распространено мнение, что Абу Фукейха был куплен и освобожден Абу Бакром. Это неверно. Его имя не фигурирует в списке рабов, купленных Абу Бакром, составленном Ибн Исхаком, который претендует на полноту:144. Напротив, Ибн Исхак прямо утверждает, что именно первоначальный хозяин Абу Фукейхи, Сафван, освободил его.